# Alexandre Bougault
Pour les articles homonymes, voir Bougault.
Alexandre Bougault, né le 19 décembre 1851 à Paris et mort le 4 septembre 1911 à Coutances, est un photographe et éditeur français.

## Biographie
Alexandre Bougault travaille comme photographe en Afrique du Nord, en Tunisie et en Algérie depuis les années 1880. Il effectue des reportages pour la Marine française ainsi que pour L'Illustration. Il publie ses œuvres à partir de 1890 dans sa propre maison d'édition, dans le port de Toulon.
Son fils, prénommé également Alexandre (1875-1950), poursuivra les activités de son père et en particulier la photographie pour la Marine nationale.
La Bibliothèque nationale de France conserve un certain nombre de photographies de Bougault datant de 1898.

## Galerie

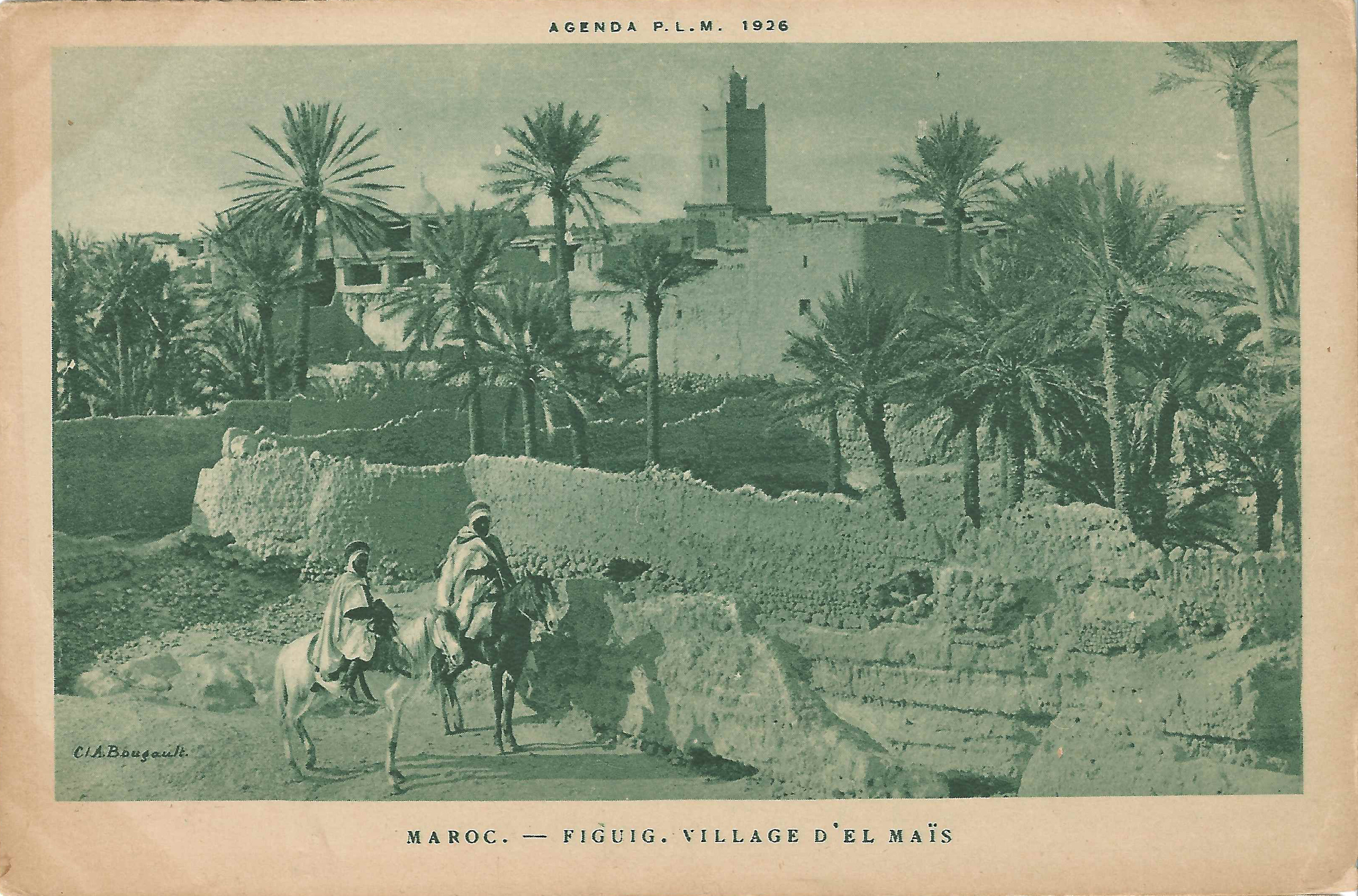
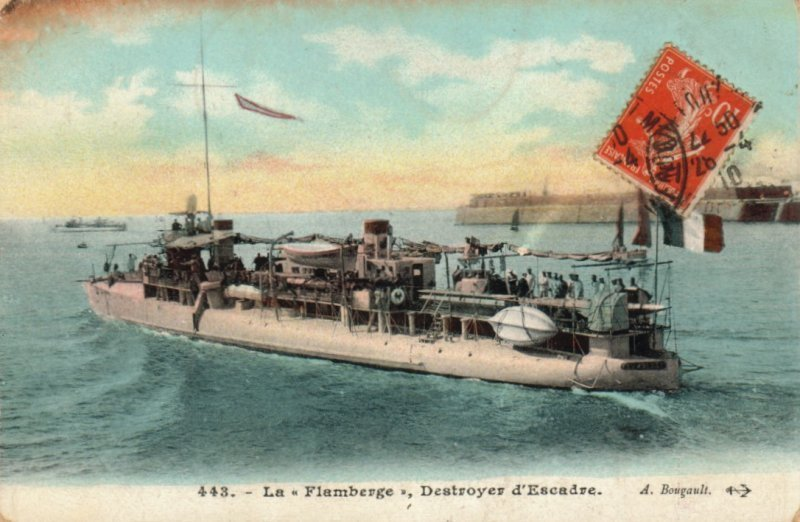
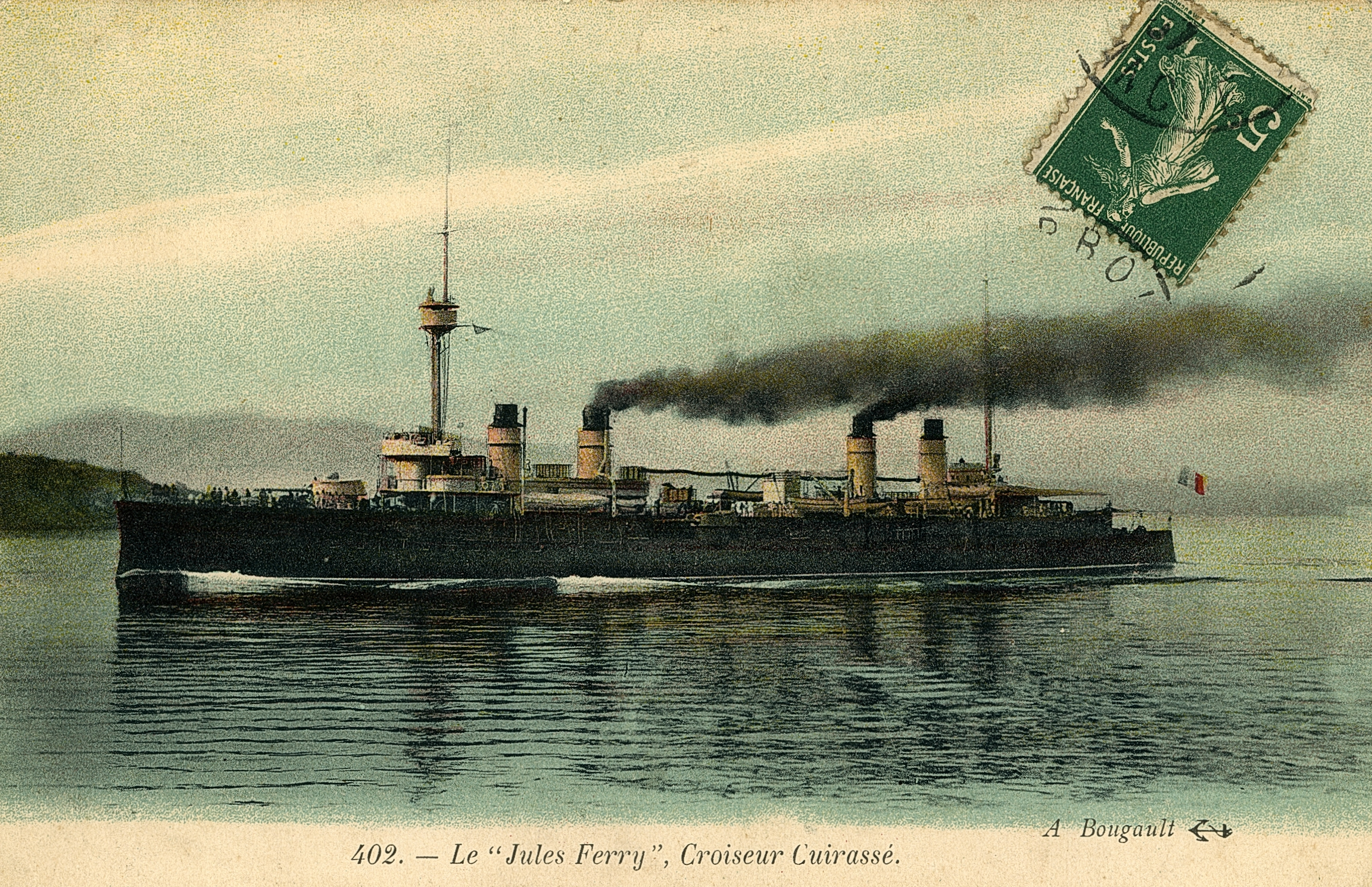
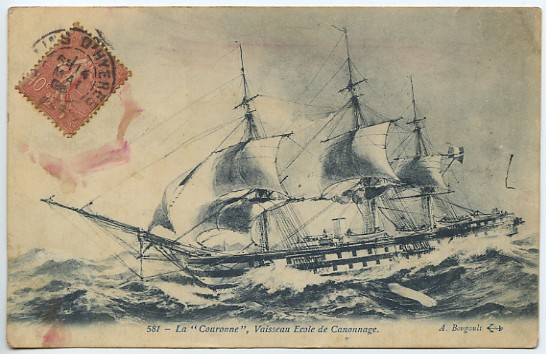

## Publications
- Recueil. Photographies positives, 1898[7]
- Cartes postales panoramiques de la Marine française[8]

## Expositions
- 2008 : Focus Orient : الشرق : محور الشرق - Orientalist photography from the late 19th and early 20th centuries : a selection from the Thomas Walther collection, Sharjah Art Museum (en), Charjah[9]

photographies d'Émile Béchard, Pascal Sébah, Tancrède Dumas, Frères Zangaki, Wilhelm Hammerschmidt, Félix Teynard, Francis Frith, Hippolyte Arnoux, Félix Bonfils, Gabriel Lekegian, Jean Geiser, Constant Alexandre Famin, Cosmi Sebah, Ludovico Hart, Alexandre Bougault, Lehnert & Landrock, Neurdein, Guillaume Berggren (de), A. Cavilla.